# リルカの葬列
『リルカの葬列』（リルカのそうれつ）は、筋肉少女帯の11枚目のシングル。1994年11月23日にMCAビクター（現:ユニバーサルミュージック）より発売された。収録された3曲は、すべてオリジナルアルバムではなくベスト盤の『筋少MCAビクター在籍時 BEST&CULT』に収められた。

## 収録曲
1. リルカの葬列
（作詞：大槻ケンヂ / 作曲：大槻ケンヂ, 筋肉少女帯 / 編曲：筋肉少女帯）
2. 望みあるとしても（ノゾミ・カナエ・タマエ完結編）
（作詞：大槻ケンヂ / 作曲：大槻ケンヂ, 筋肉少女帯 / 編曲：筋肉少女帯）
  - アルバム『レティクル座妄想』に収録された「ノゾミ・カナエ・タマエ」の続編で、歌詞とアレンジを変えたものである。
3. 蜘蛛の糸 〜第二章〜
（作詞：大槻ケンヂ / 作曲：大槻ケンヂ, 筋肉少女帯 / 編曲：筋肉少女帯）
  - 同じくアルバム『レティクル座妄想』に収録された「蜘蛛の糸」の続編で、歌詞のみを変えたものである。